# Каньон-дель-Инка
 Каньон-дель-Инка  (исп.  El Cañón del Inca) находится в 7,2 километрах от центральной площади города Туписа, в департаменте Потоси на юго-востоке Боливии. Высокие скальные образования из красного песчаника, появившиеся в результате воздействия природных явлений на горные породы скал похожи на аналогичные объекты в Каньоне Дель-Дуэнде и долине Валье-де-лос-мачос.

## Галерея

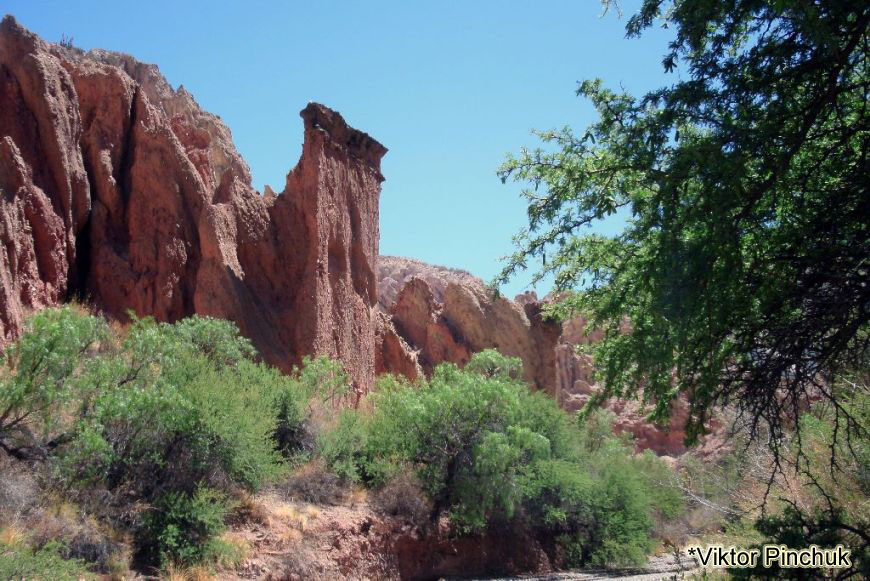
Каньон-дель-Инка (1)
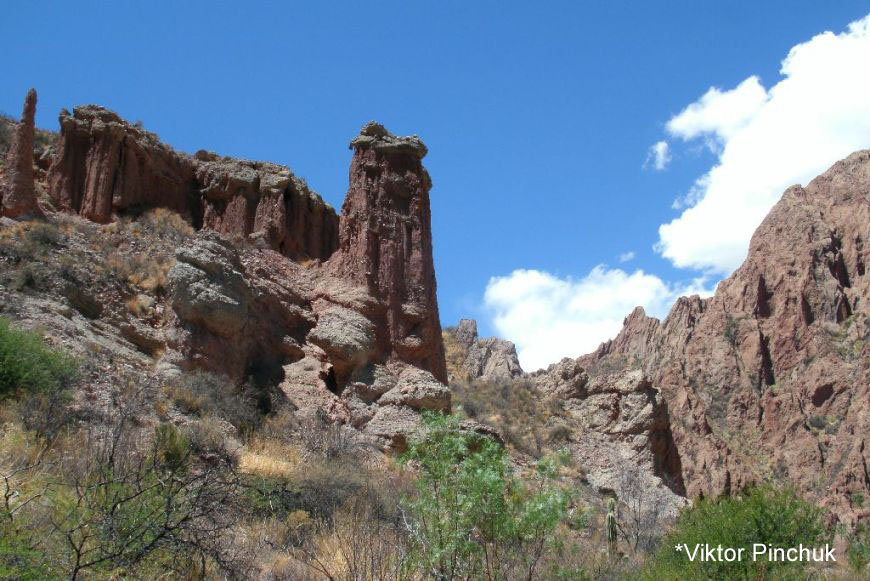
Каньон-дель-Инка (2)
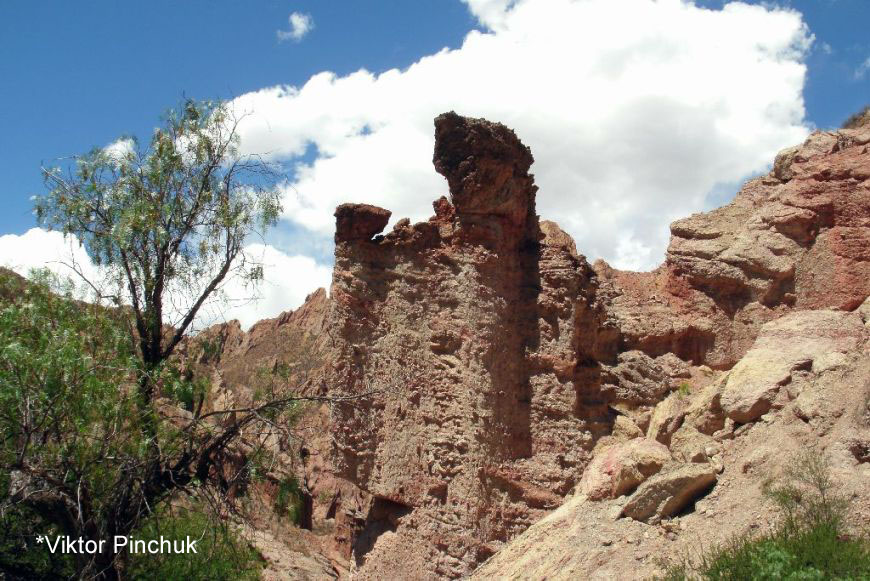
Каньон-дель-Инка (3)
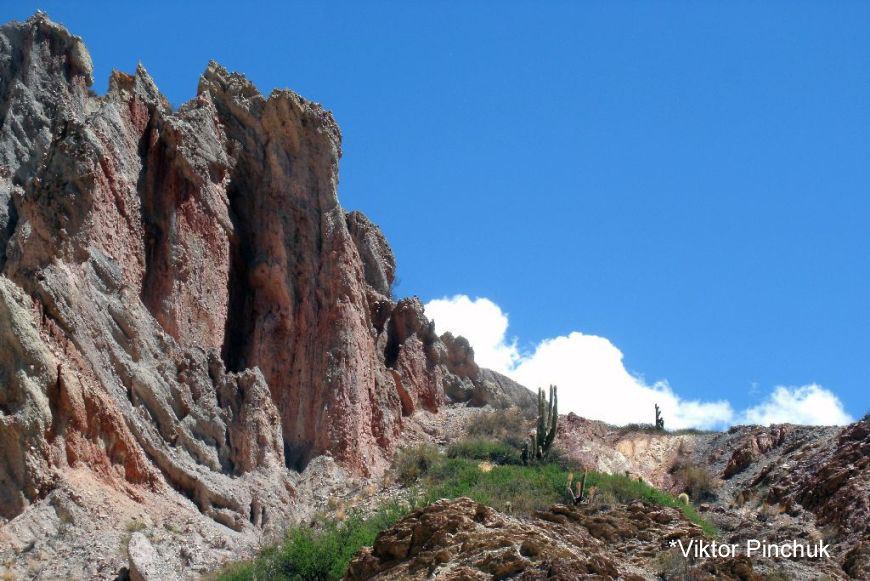
Каньон-дель-Инка (4)
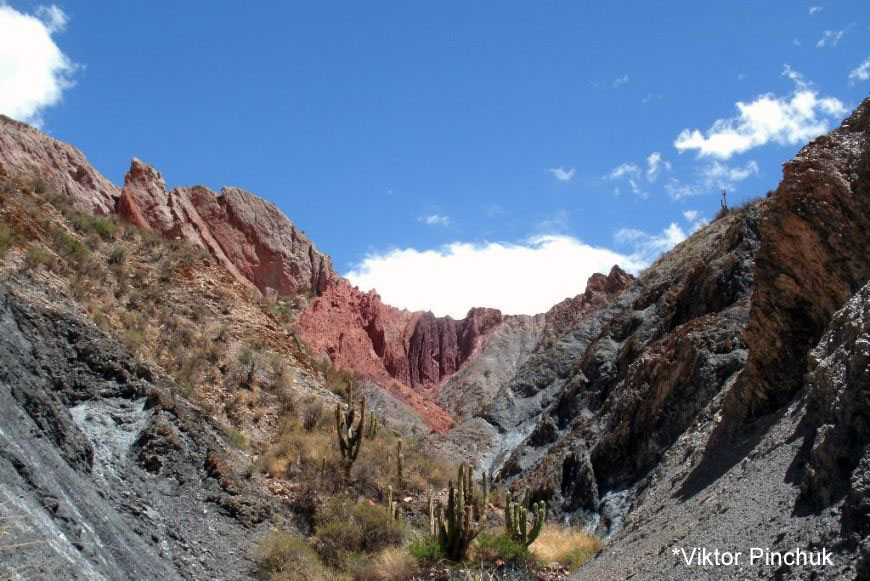
Каньон-дель-Инка (5)